# Vžigalni magnet
Vžigalni magnet (ang. ignition magneto ali high tension magneto) je magneto, ki proizvaja električni tok za vžigalne svečke pri bencinskem (ottovem) motorju.
Za razliko od običajnega magneta vžigalni magnet vsebuje tudi vžigalno tuljavo in prekinjevalnik ("platine"), katerega naloga je prekinjanje toka v primarnem navitju vžigalne tuljave, zaradi česar se inducira visoka napetost, potrebna za ustvarjanje iskre na svečkah. Vsak magnet vsebuje tudi kondenzator, ki zmanjšuje iskrenje na prekinjalniku, če pa je vžgalni magnet namenjen za uporabo na motorjih z več valji, vsebuje tudi razdelilec.
Ker magnetno polje ustvarjajo trajni magneti, je inducirana napetost zelo odvisna od vrtilne hitrosti rotorja magneta. Celoten sistem je zasnovan tako, da pri normalnem obratovanju motorja generira zadostno napetost, pri zagonu motorja pa je vrtilna hitrost veliko prenizka za ustvarjanje iskre na svečkah. V ta namen se uporablja posebna mehanska naprava, pri kateri vrtenje motorja pri zagonu navije vzmet, ta pa ob proženju sprosti svojo energijo za kratkotrajno vrtenje rotorja magneta z zadosti veliko hitrostjo, da je napetost zadostna. Obstajajo tudi modernejše rešitve, ki ne temeljijo na mehanskih napravah, vendar slednje za delovanje potrebujejo električno energijo iz zunanjega vira (akumulator).
Vžigalne magnete se uporablja, kjer ni na voljo drugega vira elektrike, npr. motorne žage ali motorne kosilnice, saj za razliko od dinama in alternatorja delujejo brez tujega napajanja (akumulator). Veliko se uporablja tudi na letalih z batnimi motorji, v teh primerih sta za večjo varnost nameščena dva vžigalna magneta (skupaj z dvema svečkama na valj), ki napajata vsak svojo vrsto svečk. Uporaba dveh svečk omogoča hitrejše in boljše izgorevanje, kar poveča moč motorja in zmanjša možnost klenkanja.  Če eden od magnetov odpove, motor še vedno deluje, vendar z okrog 10% manjšo močjo.
Zaradi robustnosti so se vžigalni magneti uporabljali tudi na prvih avtomobilih, vendar so jih kasneje nadomestili drugi sistemi. K temu pripomore tudi dejstvo, da večina vžigalnih magnetov omogoča le fiksno nastavljanje kota predvžiga, kar pri spremenljivih vrtljajih motorja ne omogoča optimalnega trenutka vžiga za vse vrtilne hitrosti. Fiksno nastavljen predvžig je uporabljen pri letalskih motorjih.
Visokonapetostne magnete je prvi razvil Andre Boudeville, vendar njegov dizajn ni imel kapacitatorja (kondenzatorja). Frederick Richard Simms v partnerstu z Robert Bosch je razvil prvi praktični visokonapetostni vžigalni magnet.